# Frampton (음반)
| 전문가 평가                       | 전문가 평가 |
| 평가 점수                         | 평가 점수   |
| 출처                              | 점수        |
| --------------------------------- | ----------- |
| Allmusic                          | [ 1 ]       |
| The Encyclopedia of Popular Music | [ 2 ]       |
| Rolling Stone                     | (not rated) |

《Frampton》은 영국의 록 음악가 피터 프램프턴의 네 번째 스튜디오 음반으로, 1975년 3월에 발매되었다. 이 음반은 프램프턴이 투어를 떠나 라이브 음반 《Frampton Comes Alive!》를 녹음하기 전에 발매한 마지막 스튜디오 음반이다. 음반에 수록된 곡 중 가장 잘 알려진 곡은 〈Show Me the Way〉와 〈Baby, I Love Your Way〉로, 두 곡 모두 《Frampton Comes Alive!》에서 싱글로 발매되어 큰 인기를 끌었다. 《Frampton》은 미국 빌보드 200 차트에서 최고 32위를 기록했다.

## 배경
피터 프램프턴은 1971년 험블 파이를 탈퇴했는데, 그 이유는 밴드가 점점 더 시끄럽고 하드 록적인 스타일로 흐르면서, 그가 수년간 갈고닦아 온 기타리스트로서의 기술이 묻히게 되었기 때문이었다. 그는 그 기술의 많은 부분을 《Frampton》이라는 멜로디 중심의 미드 템포 록 음반에 쏟아부었다.
프램프턴의 밴드는 변화도 겪었다. 키보디스트이자 리듬 기타리스트였던 앤디 본은 1년 만에 밴드를 떠나 다시 솔로 커리어에 집중하기로 했고, 베이시스트 릭 윌스는 투어 도중 가족과 갓 태어난 아기와 더 많은 시간을 보내기 위해 밴드를 떠나기로 결정했다. 이 음반에서는 본이 베이스를 연주했으며, 키보드와 기타는 모두 프램프턴이 연주했다. 이후 프램프턴은 미국인 밥 메이요 (키보드, 기타, 보컬)와 스탠리 셸던 (베이스, 보컬)을 투어 밴드 멤버로 영입했고, 이들이 함께 1975년에 대성공을 거둔 라이브 음반 《Frampton Comes Alive!》를 녹음했다.
이 음반은 3주 만에 작곡되었다. 1974년 10월, 프램프턴은 글로스터셔주에 있는 클리어웰 캐슬에서 녹음을 진행했으며, 당시 로니 레인의 모바일 스튜디오가 성 밖에 주차되어 있었다. 이후 런던의 올림픽 스튜디오에서 추가 오버더빙 작업이 이루어졌다.

## 곡 목록
모든 곡들은 피터 프램프턴에 의해 작사/작곡하였다.
| #  | 제목                 | 재생 시간 |
| -- | -------------------- | --------- |
| 1. | 〈Day's Dawning〉    | 3:55      |
| 2. | 〈Show Me the Way〉  | 4:02      |
| 3. | 〈One More Time〉    | 3:19      |
| 4. | 〈The Crying Clown〉 | 4:03      |
| 5. | 〈Fanfare〉          | 3:28      |

| #  | 제목                                | 재생 시간 |
| -- | ----------------------------------- | --------- |
| 1. | 〈Nowhere's Too Far (for My Baby)〉 | 4:18      |
| 2. | 〈Nassau / Baby, I Love Your Way〉  | 5:49      |
| 3. | 〈Apple of Your Eye〉               | 3:41      |
| 4. | 〈Penny for Your Thoughts〉         | 1:27      |
| 5. | 〈(I'll Give You) Money〉           | 4:34      |

## 인증
| 국가                       | 인증 | 판매량/출하량 |
| -------------------------- | ---- | ------------- |
| 미국 (RIAA)                | 골드 | 500,000^      |
| ^출하량을 기반으로 한 인증 |      |               |